# Біндлах
Біндлах (нім. Bindlach) — громада в Німеччині, розташована в землі Баварія. Підпорядковується адміністративному округу Верхня Франконія. Входить до складу району Байройт.
Площа — 37,60 км2. Населення становить 7320 ос. (станом на 31 грудня 2020).